# Carlos Latuff
Carlos Henrique Latuff de Sousa (Río de Janeiro, 30 de noviembre de 1968) es un caricaturista y activista por los derechos humanos brasileño. Su obra aborda temas como el sentimiento antioccidental, el anticapitalismo y la oposición al imperialismo estadounidense en el extranjero. Es conocido por sus imágenes que representan el conflicto israelí-palestino y la Primavera Árabe.
Sus caricaturas comparan a Israel con la Alemania nazi por lo que han sido tildadas de antisemitas por algunas organizaciones e individuos activistas. Latuff ha desestimado las acusaciones, calificándolas de «una estrategia para desacreditar las críticas a Israel» y ha declarado que sus dibujos buscan resaltar las similitudes entre la situación de los judíos en la Europa ocupada por Alemania y la de los palestinos en los territorios ocupados por Israel.

## Biografía
Latuff nació en 1968 en el barrio São Cristóvão de Río de Janeiro, Brasil. Es de ascendencia libanesa. Ha declarado que sus raíces árabes lo impulsan a defender las causas árabes, incluida la palestina.
Su carrera como caricaturista comenzó en 1990 para publicaciones de izquierda en Brasil. Tras ver un documental de 1997 sobre los zapatistas en México, les envió un par de caricaturas y recibió una respuesta positiva. Ha declarado que, tras esta experiencia, decidió crear un sitio web y dedicarse al activismo artístico. Graham Fowell, expresidente del Club de Caricaturistas de Gran Bretaña, comparó su obra con la de Banksy, el grafitero inglés.
En 2006, Latuff quedó como segundo ganador y ganó $4000 en el concurso iraní International Holocaust Cartoon Competition con una imagen comparando el muro construido por Israel sobre el suelo de Cisjordania con los campos de concentración nazis.
En 2011, activistas egipcios contactaron con él. Latuff declaró que se sintió alentado al ver algunas de sus caricaturas en las protestas egipcias del 25 de enero, un par de días después de realizarlas. Según Reuters, esto lo ayudó a convertirse en un héroe de la tumultuosa Primavera Árabe con sus rápidos sketches satíricos.
Ha sido arrestado al menos tres veces en Brasil por sus caricaturas sobre la policía brasileña, a la que ha criticado por su extrema brutalidad.

## Obras publicadas

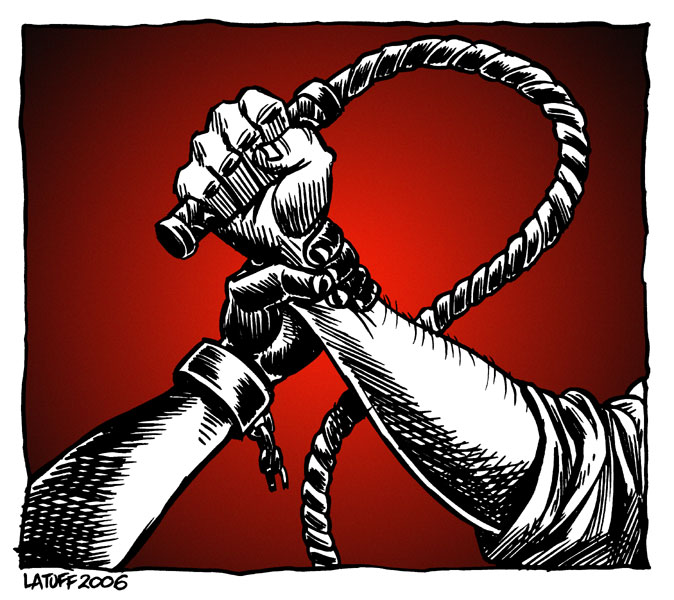
Dibujo de Latuff, en relación con la liberación de los negros frente al racismo.

Latuff ha autopublicado sus obras frecuentemente en sitios web de Indymedia y blogs privados. Es caricaturista semanal de The Globe Post y algunas de sus caricaturas han aparecido en revistas como la edición brasileña de MAD, Le Monde Diplomatique y el sitio web Mondoweiss. Además, algunas de sus obras fueron publicadas en sitios web y publicaciones árabes como la revista del Frente Islámico para la Resistencia Iraquí (JAMI), la revista saudí Character, el periódico libanés Al Akhbar, entre otros. Además, Latuff también colabora con varios periódicos de Oriente Medio, incluidos Alquds Alarabi, Huna Sotak y el Proyecto de Investigación y Documentación sobre la Islamofobia (IRDP).
En 2019, una selección de sus caricaturas se publicó en el libro «Llamando la atención sobre el conflicto israelí-palestino: Caricaturas políticas», de Carlos Latuff. Su trabajo también se publica en la cuenta china de Twitter, Valiant Panda, muy compartida por medios de comunicación, funcionarios gubernamentales y embajadas estatales chinas.

## Temas
Latuff ha producido numerosas caricaturas relacionadas con el conflicto israelí-palestino, que adquirieron importancia para el caricaturista después de una visita a la región a finales de la década de 1990. Sus caricaturas son muy críticas con Israel.
El trabajo de Latuff también ha sido crítico con las invasiones estadounidense de Irak y Afganistán. Comenzó a publicar su trabajo en la web desde las primeras etapas de la invasión. Latuff afirmó: «La guerra no es un videojuego, y el tecnofetichismo no debe celebrarse, sino exponerse».

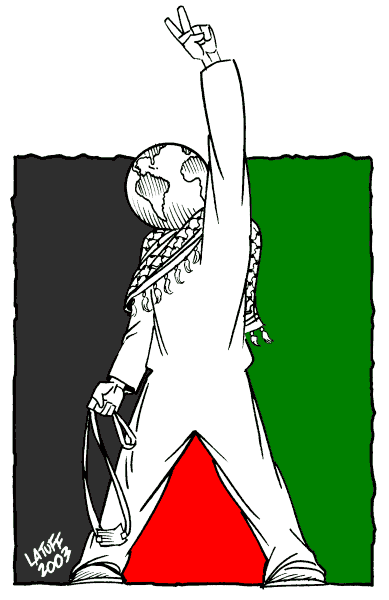
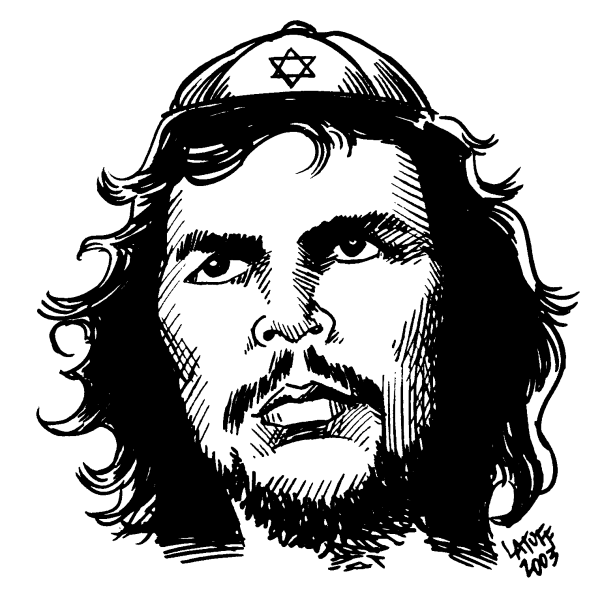
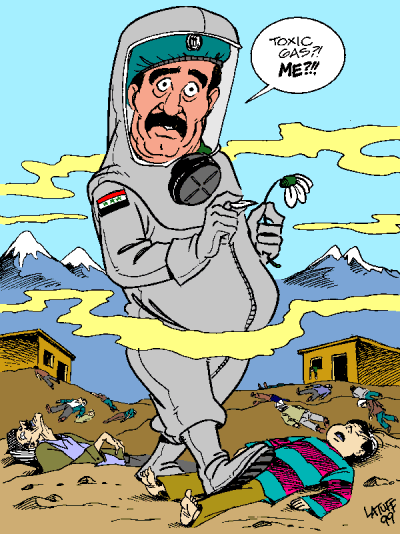
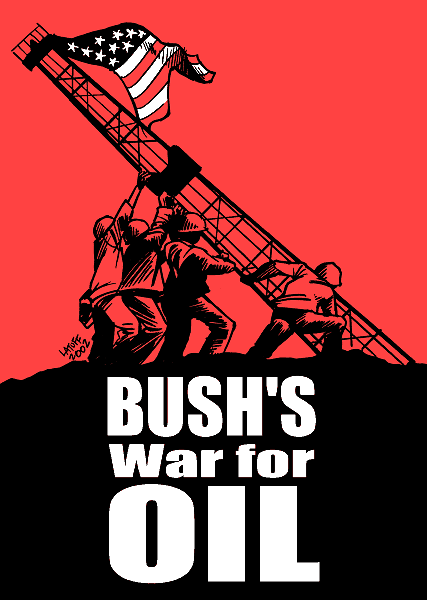
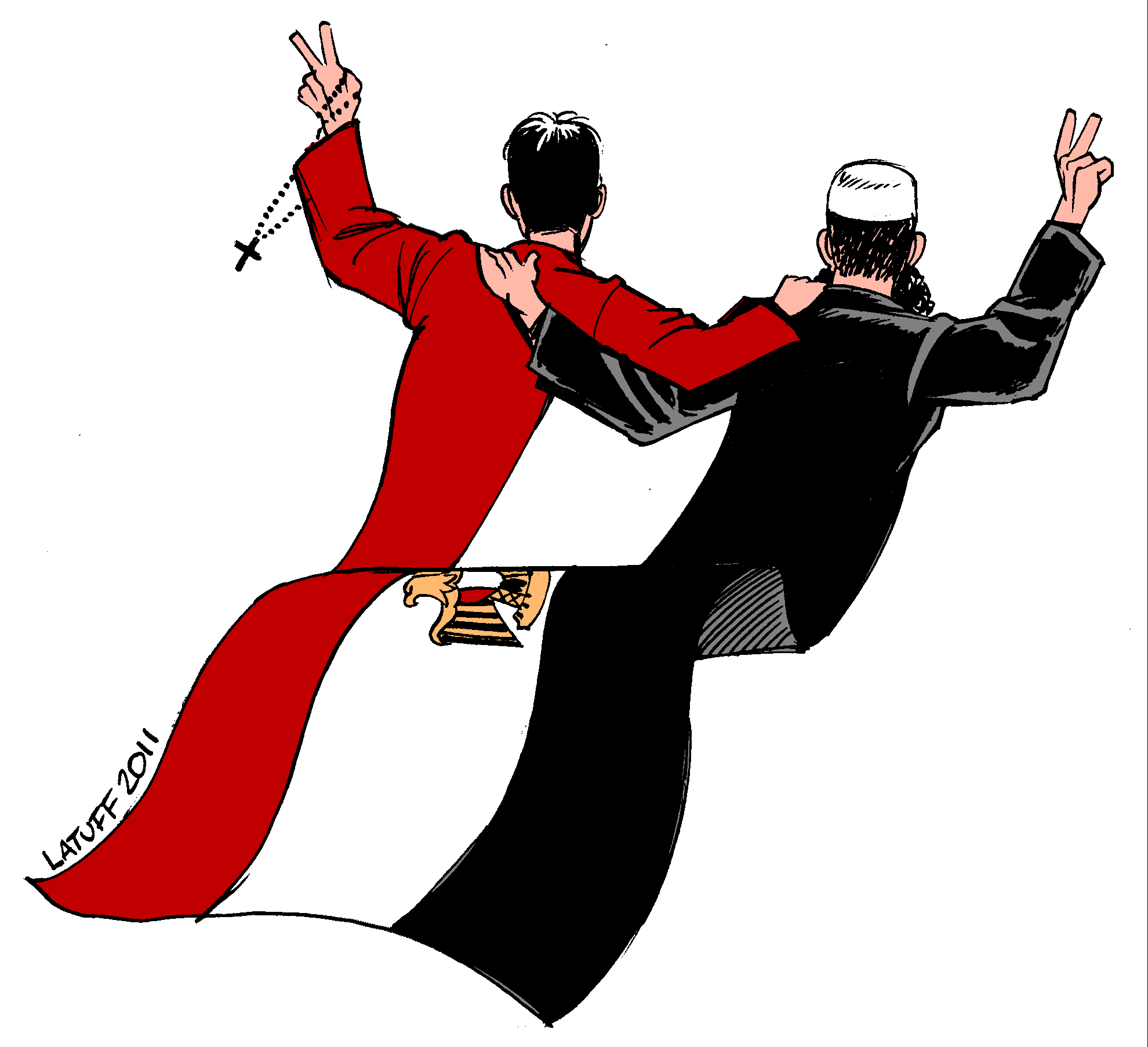
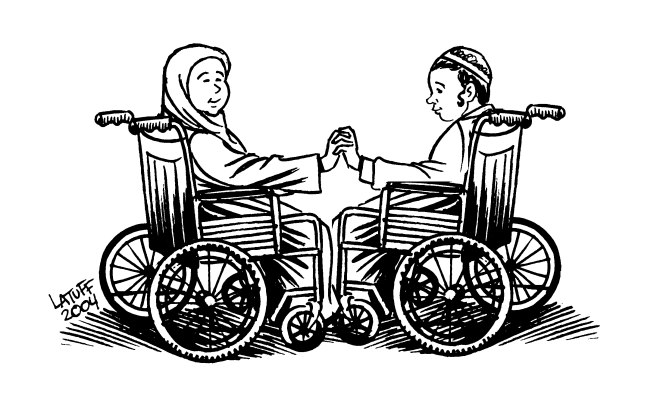
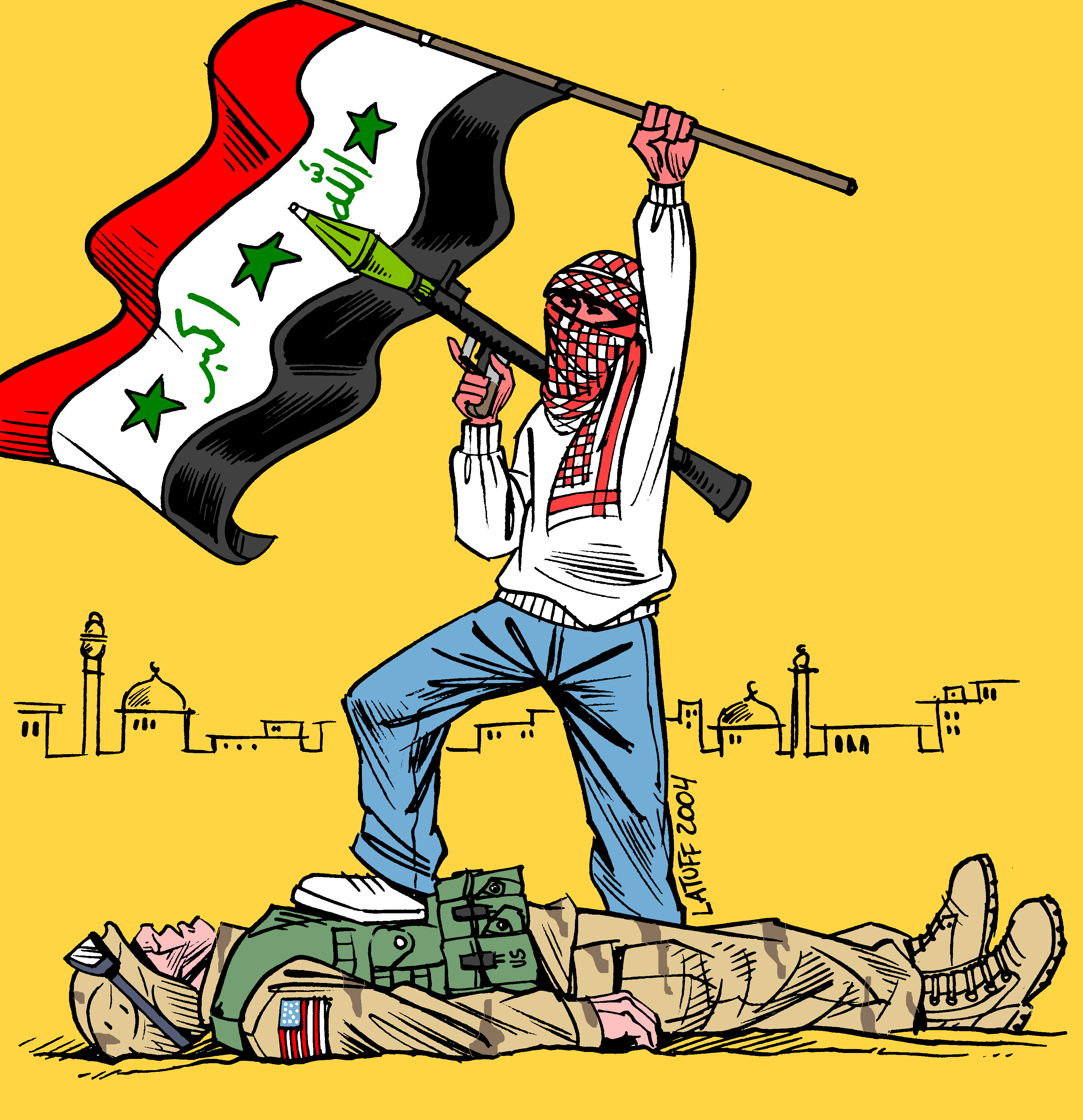
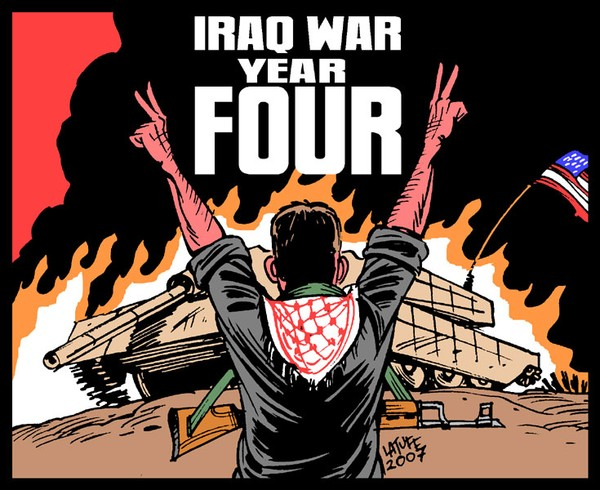
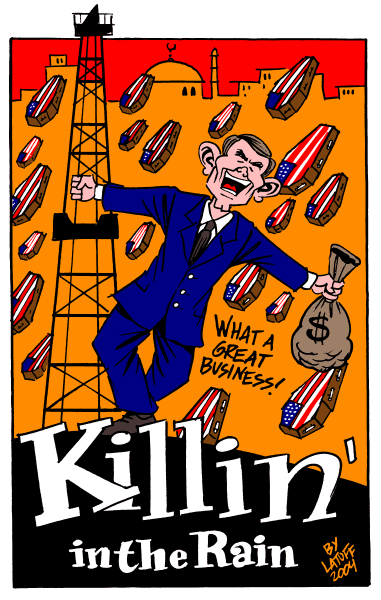
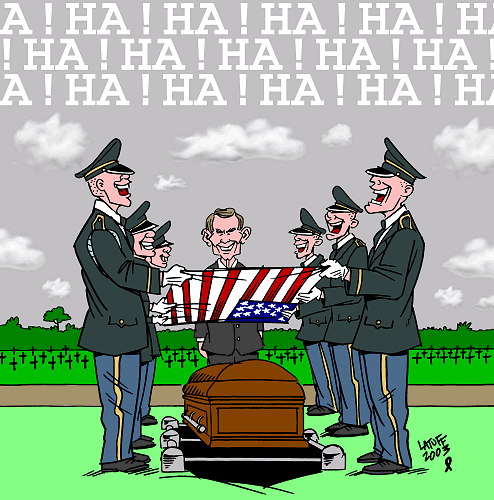
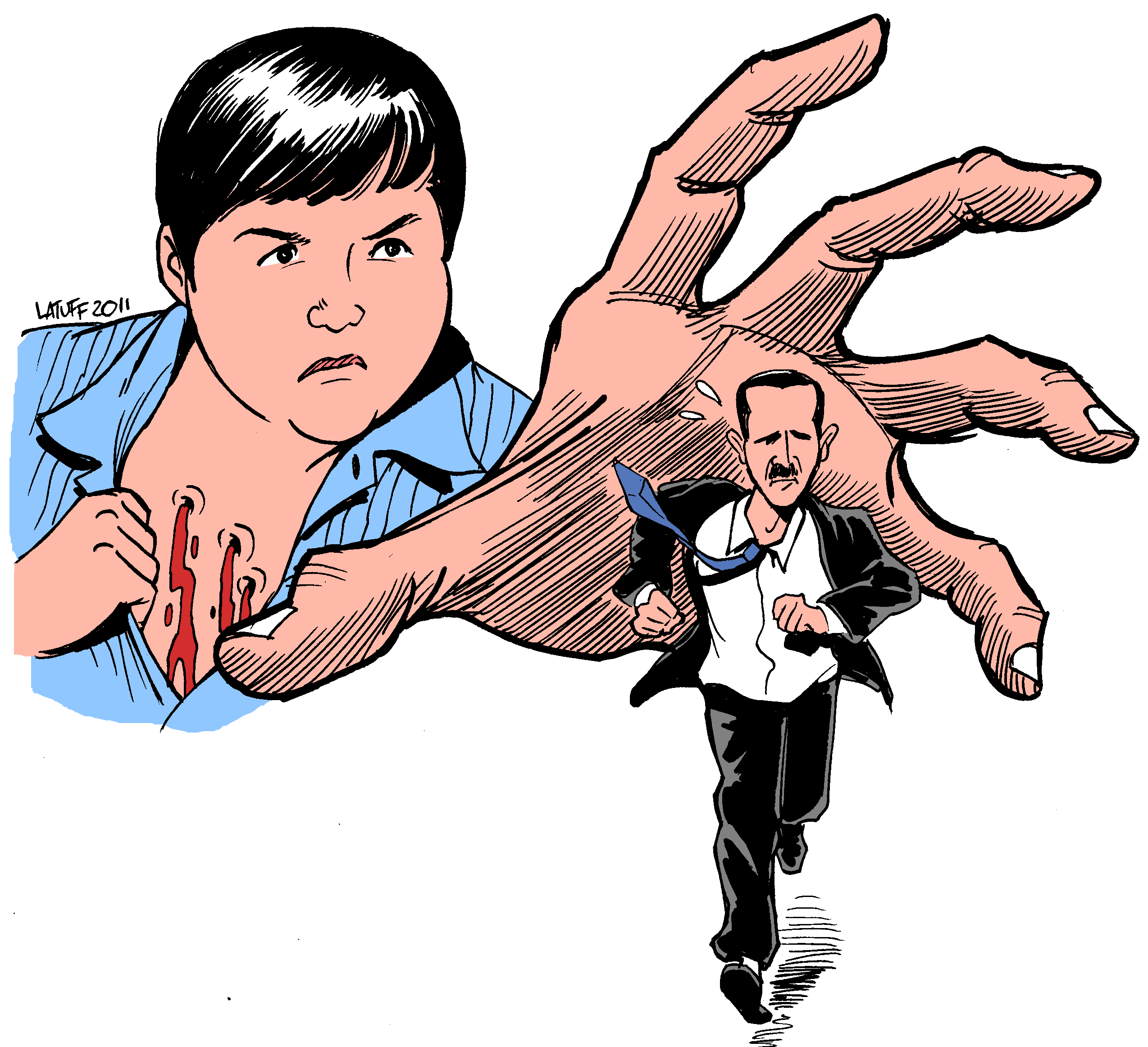
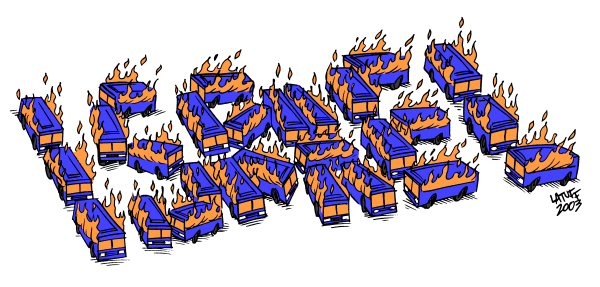
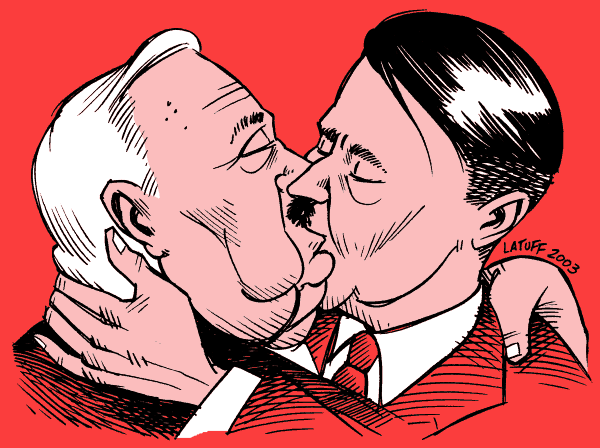

A partir de finales de 2010, se dedicó a producir caricaturas sobre la Primavera Árabe, en las que se alineó con los revolucionarios. Sus caricaturas sobre la revolución egipcia de 2011 fueron ampliadas y difundidas por los manifestantes egipcios.  Tras la victoria de las revoluciones en Túnez, Egipto y Libia, sus caricaturas sobre estos países se han centrado en la amenaza de la contrarrevolución o la injerencia occidental. Algunas de sus caricaturas se han exhibido en manifestaciones multitudinarias en países árabes.

## Controversias

### Acusaciones de antisemitismo

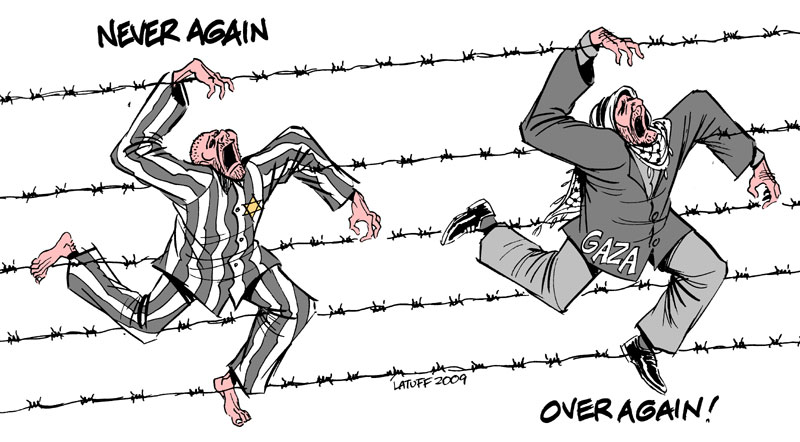
La caricatura de Carlos Latuff, «Día de la Conmemoración del Holocausto», se ofreció como material para la formación de docentes en un sitio web del Ministerio de Educación de la Región Flamenca de Bélgica. Apareció por primera vez en una conferencia sobre negacionismo del Holocausto en Teherán en 2009, según Joods Actueel, quien afirmó que fue retirada poco después de la publicación de su artículo.

En 2002, la organización de sobrevivientes del Holocausto con sede en Suiza Aktion Kinder des Holocaust demandó a Indymedia de Suiza por acusación de antisemitismo por publicar la serie de dibujos animados de Latuff titulada «Todos somos palestinos» en su sitio web, que mostraba a un niño judío en el gueto de Varsovia diciendo: «Soy palestino». El proceso penal fue suspendido por el tribunal suizo.
Eddy Portnoy, en The Forward, al reseñar el libro en 2008, escribió que el material de Latuff es «a menudo terriblemente desagradable... pero es exagerado categorizar sus caricaturas como antisemitas».

### Respuesta de Latuff

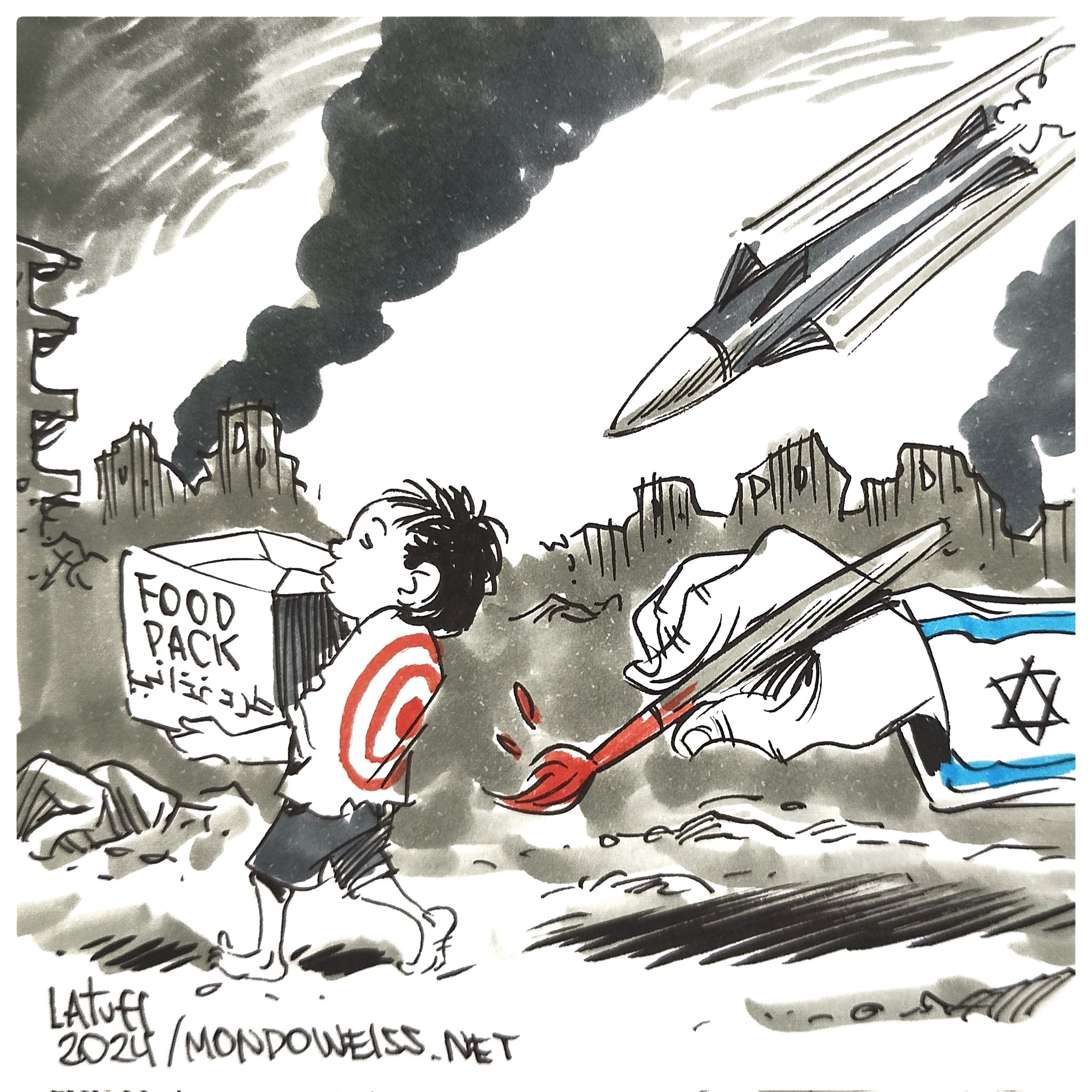
Caricatura de Carlos Latuff criticando la masacre de la harina

Latuff, en una entrevista con el semanario judío-estadounidense The Forward en diciembre de 2008, respondió a las acusaciones de antisemitismo y las comparaciones hechas entre sus caricaturas y las publicadas en Der Stürmer en la Alemania nazi:

Mis caricaturas no se centran en los judíos ni en el judaísmo. Me centro en Israel como entidad política, como gobierno, en sus fuerzas armadas, que son un satélite de los intereses estadounidenses en Oriente Medio, y especialmente en las políticas israelíes hacia los palestinos. Resulta que son los judíos israelíes los que oprimen a los palestinos... Mis detractores dicen que el uso del Magen David en mis caricaturas sobre Israel es una prueba irrefutable de antisemitismo; sin embargo, no es mi culpa que Israel haya elegido símbolos religiosos sagrados como símbolos nacionales, como la Menorá de la Knéset o la Estrella de David en máquinas de matar como los aviones F-16.

Latuff también afirmó que el antisemitismo es real, que los antisemitas, al igual que los neonazis europeos, se aprovechan de la causa palestina para atacar a Israel. Sin embargo, afirmar que el antisionismo es antisemita es, en su opinión, una conocida táctica de deshonestidad intelectual. Añadió que los caricaturistas políticos trabajan con metáforas y que se pueden encontrar similitudes entre el trato que las Fuerzas de Defensa de Israel dieron a los palestinos y lo que los judíos experimentaron bajo el régimen nazi. Tales comparaciones no las crean los caricaturistas, afirmó, sino que las puede hacer el espectador. Puso como ejemplo el hecho de que un sobreviviente del Holocausto como Tommy Lapid reaccionó a la imagen de una mujer palestina buscando comida entre los escombros pensando en su abuela, asesinada en Auschwitz. El uso de caricaturas que insultan a los musulmanes representando a Mahoma como un terrorista se defiende como «libertad de expresión», mientras que usar el Holocausto en los dibujos se condena como «odio contra los judíos».
Latuff fue incluido en la lista de los diez principales antiisraelíes y antisemitas de 2012 del Centro Simon Wiesenthal, ocupando el tercer lugar por representar al primer ministro israelí, Benjamín Netanyahu, sacándole votos a un niño árabe muerto. Latuff declaró al periódico brasileño Opera Mundi que consideraba el premio «una broma digna de una película de Woody Allen». También afirmó que grupos de presión sionistas intentan asociarlo con extremistas y racistas conocidos para descalificar sus críticas al gobierno israelí. También afirmó que figuras como José Saramago, Desmond Tutu y Jimmy Carter también fueron acusados de antisemitas, y afirmó que estaba «en buena compañía».